# Незабудино (посёлок)
Незабудино (укр. Незабудине) — посёлок,
Новомарьевский сельский совет,
Солонянский район,
Днепропетровская область,
Украина.
Код КОАТУУ — 1225084502. Население по переписи 2001 года составляло 206 человек .

## Географическое положение
Посёлок Незабудино находится на расстоянии в 2 км от сёл Незабудино, Новомарьевка и Барвинок.
Через посёлок проходит железная дорога, станция Незабудино.